# Juan del Valle y Caviedes
Juan del Valle y Caviedes (Porcuna, Jaén, España, 11 de abril de 1645 - Lima, 1698), conocido como «El poeta de la Ribera» fue un poeta y dramaturgo nacido en España que vivió casi toda su vida en el Perú, y la excepción literaria de la literatura peruana del siglo XVII, junto a otros como el Inca Garcilaso de la Vega o Juan de Espinosa Medrano conocido también como Lunarejo.

## Biografía
Sus padres fueron Don Pedro del Valle y María Caviedes. Al morir su padre en 1661, viajó a Lima siendo un niño, para vivir con su tío materno Tomás Berjón de Caviedes, quien fue gobernador de Huancavelica. Regresó a España por solo tres años cuando el ya tenía veinte. Estuvo dedicado a la explotación de minas en Huancavelica y se casó en 1671 en Lima con Beatriz de Godoy y Ponce, dama de Moquegua, con quien tuvo cinco hijos. Luego de esto pasó muchas penurias y pobreza y sufrió de enfermedades. Entre 1678 y 1683 su esposa falleció, lo que causó en él honda pena. Sin embargo, fue también un bohemio y tenía amigos a los que leía y con los que festejaba sus escritos satíricos, puyas y mordacidades. Fue el más notable discípulo de Quevedo en el Perú. Convirtió en objeto de sus burlas a monjas, curas, militares, etc, pero especialmente a los médicos de su época, a quienes tenía verdadera tirria por dos motivos personales (los culpaba de la temprana muerte de su esposa y porque nunca pudieron aliviarlo de una enfermedad crónica que padecía). En su literatura, hace burla tanto de los médicos como de los curanderos y del "Doctor Corcovado", su archienemigo. Según algunas fuentes Del Valle dilapidó sus pocos ingresos y murió sumido en el alcoholismo.
Aunque en algunos libros se señala su fecha de nacimiento como 1652, en Porcuna (Andalucía), una placa recordatoria señala la fecha de nacimiento de Caviedes como 1645.
Caviedes no llegó a publicar una obra completa en vida, pero sí pudo sacar tres poemas en distintos años: 1687, 1689 y 1694. Algunas partes de su obra fueron publicadas por primera vez en 1873 en el tomo V de la Colección de documentos literarios del Perú, a cargo de Manuel de Odriozola. Unos años más tarde, en 1899 Ricardo Palma editaría la obra más conocida de Caviedes, Diente del Parnaso.

## Diente del Parnaso
Diente del Parnaso, el único libro titulado conocido de Caviedes, es un conjunto de poemas satíricos, producidos aproximadamente entre 1683 y 1691, fue copiado en 1693, pero no se publicó hasta 1873. Sus versos satíricos fueron dirigidos a los médicos de la época. La figura de los médicos están representados en dos aspectos diferentes: Como representante del estado de la medicina durante este tiempo en Perú, así como individuos sujetos a burla y ridículo debido a sus fallas y defectos personales. Esta obra también muestra la vida cotidiana entre Lima, Perú en el siglo XVII. Aunque Caviedes es más conocido por su uso de sátira en Diente del Parnaso, también escribe en la misma sobre temas que rodean la religión, la filosofía y la metafísica. Estos temas muestran características comunes de la poesía dentro de la Literatura barroca, de la que Caviedes formaba parte. 
Caviedes enmarca los aspectos de su sátira médica en términos de dualidades opuestas, en las que los individuos y los conceptos se yuxtaponen como las antítesis de lo que sugiere el significado original. El tercer poema de Diente del Parnaso, "Fe de Erratas" proporciona este código de dualidades opuestas para indicar el propósito de su léxico poético. Este poema es una tabla de direcciones para que el lector entienda la sátira poética que escribe Caviedes. Dualidades opuestas incluyen , "médico/verdugo", "purga/fin de la vida", y "receta/estoque".
Debido al alto estatus social y a los cargos de autoridad que los médicos ocupaban en el Perú durante el siglo XVII, se convirtió en un punto de discordia publicar la obra. Caviedes se dirige a múltiples figuras públicas conocidas e influyentes en este trabajo, atacando su ignorancia e inmoralidad. Los oficiales de la sociedad reconocieron la amenaza que representaba Diente del Parnaso y restringieron intencionalmente la publicación de las obras de Caviedes. La constante crítica y satirización de Caviedes a los médicos en Lima exhibió el papel en el que se desempeñaron la profesión médica en la corrupción de la sociedad. Casi doscientos años después de que Caviedes la escribiera, y una vez que la autoridad del Virreinato del Perú disminuyó y el Perú se independizó, la obra más influyente de Juan del Valle y Caviedes fue finalmente publicada.